# Třída Kaiman
Třída Kaiman byla třída o celkovém počtu 24 rakousko-uherských oceánských torpédovek, stavěná v letech 1904–1909.

## Stavba
Vzorová loď SMS Kaiman byla postavena v britském loďařství Yarrow & Co. Ltd. a převzata rakousko-uherskou stranou v září 1905. Dalších 13 lodí bylo postaveno u Stabilimento Tecnico Triestino v rozmezí let 1906 a 1907. 10 zbylých torpédovek bylo zkonstruováno v loděnici Danubius-Werft (1908 a 1909)

## Užití
Tyto nové oceánské torpédovky měly lepší stabilitu a výkon na otevřeném moři než předchozí třídy pobřežních torpédovek. Byly určeny na ochranu velkých válečných lodí (bitevních a křižníků), především před ponorkami a jinými torpédovkami a útočnými motorovými čluny.
Na počátku první světové války byly dislokovány do dvou torpédových flotil (I. a II.), přičemž sloužily jako krytí výpadů těžších lodí k pobřeží Černé Hory a Itálie. Samy také prováděly takovéto akce, často také byly využívány k vysazování diverzních skupin na pobřeží nepřítele, hlídkování, napadání černohorských přístavů a odtahování nouzově přistavších hydroplánů nebo poškozených ponorek.
Při bojových operacích nebyla žádná torpédovka třídy Kaiman ztracena, jen Tb.51T byla těžce poškozena ponorkovým torpédem.
Po válce byly torpédovky na základě mírových smluv v roce 1919/20 rozděleny mezi vítězné mocnosti. Velká Británie obdržela největší část (plných 19 z 24), avšak neprojevila zájem o jejich začlenění do svého námořnictva a nechala je záhy v Itálii sešrotovat. Zbývající čtyři torpédovky obdrželo Království Srbů, Chorvatů a Slovinců, kde sloužily až do roku 1924, a jednu získala Itálie.